# Mar de Copas
Mar de Copas es una banda peruana de Rock alternativo. Fue fundada en 1991 por el guitarrista Manolo Barrios y el baterista Toto Leverone, a quienes luego se les unió Wicho García.

## Historia
La banda fue creada en 1991 en Lima. Estuvo compuesta por Luis "Wicho" García (vocalista), Manolo Barrios (guitarra, voz y coros), Eduardo "Toto" Leverone (batería y percusión), Félix Torrealva (bajo), Phoebe Condos (teclado y coros) y Claudia Salem (coros). Posteriormente ingresaría César Zamalloa como bajista en reemplazo de Torrealva. Claudia Salem y Phoebe Condos dejaron la agrupación en el 2005 para reemplazar las voces femeninas la banda contó con Rocío Madueño.
La agrupación obtuvo algunos discos de oro debido a sus ventas.
Actualmente la banda cuenta con la participación de Octavio Barrios Salem, hijo de Manolo Barrios, quien se ha integrado como bajista de la banda.
En 2025, inició su gira a Europa.

## Estilo
La banda ha configurado un estilo de corte guitarrero, melódico y romántico, tomando como temas centrales de sus canciones el amor y desamor, el olvido o la soledad.

## Discografía

### Álbumes de estudio
- Mar de Copas (1993 por El Virrey - reedición de 1998 por MDC Producciones )
- Entre los árboles (1994 por Eureka Records - reedición de 1998 por MDC Producciones )
- III (1997)
- Suna (1999)
- Si algo así como el amor está en el aire (2004)
- Seis (2013)

### Álbumes en vivo
- Mar de Copas en vivo (2002)
- De Tierra (2004)

### Compilaciones
- 12 grandes éxitos (2000)
- 12 canciones (2004)
- Todos los singles 1993-2006 (2010)
- Lado B (2013)
- El Soundtrack de una vida (2023)

### EP
- Ramera (2002)

### Participación en recopilatorios
- EL Último Surf: Rock SUB-Marino (1995, El Virrey "¡Eureka! Records"). CC participa con los temas "Fugitivo" y "Aquí en el borde del mar".

- Sin Tanto Escándalo (CD) (1995, El Virrey "¡Eureka! Records"). CC participa con los temas "Mujer noche" y "Prendí otro fuego por ella".

- Mil Gritos Contra El Tedio (CD) (1997, APU Records). CC participa con los temas "Al pasar de las horas" y "Vaquera".

- Crónica Del Rock Peruano (CD 1: Modern Rock) (2001, Empresa Editora El Comercio). CC participa con el tema "Mujer Noche".

- Zona de Obras (2001, revista española "Zona de Obras"). CC participa con el tema "Samba".

- Caleta Finale (2002, Revista Caleta). CC participa con una versión en vivo del tema "Lo que tu gesto da".

- Pop Rock Peru 2005 Vol.1 (CD) (2005, TDV Media & Entertainment). CC participa con el tema "Entre los árboles" y "Mujer noche".

- Pop Rock Peru 2005 Vol.2 (CD) (2005, TDV Media & Entertainment). CC participa con el tema "Dulce y veloz" y "Prendí otro fuego por ella".

### Bandas sonoras
- No se lo digas a nadie (1997)
- Un día sin sexo (2005)
- Cu4tro (2009)

## Videografía

### DVD
| DVD       | Grabación                | Lanzamiento |
| --------- | ------------------------ | ----------- |
| De Tierra | 2 y 3 de octubre de 2004 | 2005        |

### Vídeos musicales
| Año  | Videoclip        |
| ---- | ---------------- |
| 1993 | Fugitivo         |
| 1994 | Mujer noche      |
| 1999 | Enloqueciendo    |
| 2000 | Suna             |
| 2000 | El rumbo del mar |
| 2006 | Un día sin sexo  |
| 2008 | Cada vez         |
| 2012 | Dos caras        |
| 2013 | Atardecer        |